# Martin Neil Baily
Martin Neil Baily (ur. 29 marca 1949 r.) – amerykański ekonomista, przewodniczący Zespołu Doradców Ekonomicznych prezydenta Stanów Zjednoczonych w latach 1999–2001 (koniec prezydentury Billa Clintona) gdzie zastąpił Janet Yellen. Po rozpoczęciu kadencji Georga W. Busha na stanowisku zastąpiony przez Glenna Hubbarda.
Wieloletni fellow w waszyngtońskim think-tanku Brookings Institution. Doktorat otrzymał na MIT. Wykładał na University of Maryland, College Park, pracował też w firmie doradczej McKinsey & Company.